# Seconde générale et technologique
Pour des articles plus généraux, voir Baccalauréat général, Baccalauréat technologique et Classe de seconde française.

La seconde générale et technologique et les études secondaires en France.

En France, la seconde générale et technologique est la première année d'enseignement des lycées généraux et technologiques. C'est la voie choisie par la majorité des élèves après leur formation au collège, qui ont donc en principe entre 14 et 16 ans, même s'il existe aussi des secondes professionnelles et des CAP. Elle est suivie par une première générale ou une première technologique.

## Généralités
La classe de seconde générale et technologique est accessible après la classe de troisième, avec l'accord du conseil de classe. L'obtention du diplôme national du brevet n'a jamais été pris en compte pour justifier le passage entre la troisième et la seconde. Cependant le gouvernement de Gabriel Attal avait émis l'hypothèse de le faire devenir obligatoire, rendant une réforme prochaine possible par le gouvernement de Michel Barnier.
C'est la première étape pour obtenir le baccalauréat général ou le baccalauréat technologique. Dans ce sens, depuis 1981, cette classe n'est pas déterminée pour une filière ou série particulière, le choix du baccalauréat se faisant à la fin de celle-ci.
| Niv 4 Bac +0 17 |                                   | Baccalauréat général Arts, SES, SVT, HGGSP, Humanités, LCA, LLCE, Maths, PC, NSI, SVT, SITerminale générale |                                   | Baccalauréat technologique STAV, ST2S, STD2A, STMG, S2TMD, STI2D, STHR, STLTerminale technologique |                     | Baccalauréat professionnel Alimentaire, Vente, Beauté, Bâtiment, Santé, Design, Véhicules, NumériqueTerminale professionnelle | BMA                                   | BP                                    | CS5 CS4 CS3                           | BM                                    | BTM |
| Niv 3 16        | Première générale                 | Première technologique                                                                                      | Première professionnelle          | CAP 2e année                                                                                       | CAP 2e année        | CAP 2e année | CAP 2e année                          | CAP 2e année                          |                                       |                                       |     |
| 15              | Seconde générale et technologique | Seconde générale et technologique                                                                           | Seconde générale et technologique | Seconde professionnelle                                                                            | CAP 1re année       | CAP 1re année | CAP 1re année                         | CAP 1re année                         | CAP 1re année                         |                                       |     |
| RNCP Âge        | Lycée général                     | | Lycée technologique               | | Lycée professionnel | Centre de formation d'apprentis (CFA)                                                                                         | Centre de formation d'apprentis (CFA) | Centre de formation d'apprentis (CFA) | Centre de formation d'apprentis (CFA) | Centre de formation d'apprentis (CFA) |     |

## Matières enseignées (2023-2024)
Lors de l'année 2023-2024, les enseignements de la classe de seconde étaient repartis de la manière suivante :

### Enseignements communs
Le programme est composé d'enseignements communs répartis de la manière suivante :
| Matières                            | Horaire hebdomadaire de l'élève |
| ----------------------------------- | ------------------------------- |
| Français                            | 4                               |
| Histoire-géographie                 | 3                               |
| Langue vivante 1 et 2               | 5,5                             |
| Mathématiques                       | 4                               |
| Physique-chimie                     | 3                               |
| Sciences de la vie et de la Terre   | 1,5                             |
| Éducation physique et sportive      | 2                               |
| Enseignement moral et civique (EMC) | 18 heures annuelles             |
| Sciences Economiques et Sociales    | 1,5                             |
| Sciences Numériques et Technologie  | 1,5                             |
| Option (facultatif)                 | Entre 1,5 et 6                  |

### Enseignements optionnels

#### Enseignement général
Les enseignements optionnels généraux sont disponibles dans certains établissements généraux, certains étant plus rares que d'autres.
- Langues et Cultures de l'Antiquité (LCA) : latin ou grec
- Langue vivante C : régionale ou internationale
- Arts : arts plastiques ou cinéma-audiovisuel ou danse ou histoire des arts ou musique ou théâtre
- Éducation physique et sportive
- Arts du cirque
- Écologie-agronomie-territoires-développement durable[N 4]

#### Enseignements technologiques
- Management et gestion
- Santé et social
- Biotechnologies
- Sciences et laboratoire
- Sciences de l’ingénieur
- Création et innovation technologiques
- Création et culture – design
- Hippologie et équitation ou autres pratiques sportives[N 4]
- Pratiques sociales et culturelles[N 4]
- Pratiques professionnelles[N 4]
- Atelier artistique

## Seconde passerelle
La seconde passerelle est une classe de seconde destinée aux élèves n’ayant pas atteint le niveau nécessaire pour passer en seconde générale et technologique.
Elle habitue les élèves au lycée en enlevant les cours spécifiques du collège, comme les arts plastiques ou l'éducation musicale, en gardant un emploi du temps plus léger qu'une seconde classique. Il n'y a pas de programme défini. Les professeurs s'adaptent à la classe en effectif réduit. Bien qu'elle soit considérée parfois seulement comme une classe de remise à niveau pour s'orienter ensuite vers une seconde générale et technologique, elle permet aussi à certains élèves de murir leurs projets d'orientation et d'éventuellement se diriger vers des études professionnelles.